# Flacillula purpurea
Flacillula purpurea là một loài nhện trong họ Salticidae.
Loài này thuộc chi Flacillula. Flacillula purpurea được Dyal miêu tả năm 1935.